# Aquarela do Brasil (minissérie)
Aquarela do Brasil é uma minissérie brasileira produzida e exibida pela TV Globo de 22 de agosto a 1 de dezembro de 2000, em 60 capítulos.
Escrita por Lauro César Muniz, com colaboração de Rosane Lima, teve direção de Marcelo Travesso e Carlo Milani, com direção geral de Carlos Magalhães e Jayme Monjardim, também diretor de núcleo.
Contou com Thiago Lacerda, Maria Fernanda Cândido e Edson Celulari nos papéis principais.

## Enredo
Rio de Janeiro, década de 1940. Uma cantora de música popular ascende no período áureo do rádio, considerada uma "época conturbada", no qual grandes acontecimentos políticos se mesclam ao glamour do mundo do rádio e de suas estrelas, acontecimentos políticos esses que são, no país, o Brasil sendo governado pela ditadura de Getúlio Vargas, no contexto do Estado Novo, que, aliado às elites oligárquica e urbano-industrial, ele inicia o processo de modernização econômica e de industrialização do Brasil, cujo ápice é a construção da Companhia Siderúrgica Nacional, em Volta Redonda, no sul do estado do  Rio de Janeiro; e no plano externo, a ocorrência da Segunda Guerra Mundial.
A escalada de Isa Galvão (Maria Fernanda Cândido) como cantora de rádio começa em Roseiral, pequena cidade vizinha de Volta Redonda, em 1943. Nesta cidade a cantora conhece o Capitão Hélio Aguiar (Edson Celulari), um militar íntegro e patriota que está na cidade para investigar Felipe (Marco Ricca), suspeito de espionagem nazista. No passado o tio de Isa já havia sido preso por ter participado da ação integralista. Mesmo jurando inocência Felipe é preso e levado para o Rio de Janeiro, fazendo com que Isa também se mude para a capital. No Rio, ela conhece Mário Lopes (Thiago Lacerda), um pianista boêmio, que se apaixona por ela e procura ajudá-la em sua carreira. Isa também se encanta com ele, mas fica dividida entre o artista e o militar com quem já se envolvera profundamente, este é noivo de Beatriz (Flávia Alessandra), o que não impede de se entregar completamente à cantora.
Também no Rio, Isa conhece Armando Vasquez (Odilon Wagner), dono da Rádio Carioca, casado com Dulce (Natália do Vale), mas que mantém um caso amoroso velado com sua ajudante Velma (Ângela Vieira), uma ex-vedete. Armando lança Isaura como a cantora Isa Galvão. O universo da guerra permeia a trama toda: da preparação do Brasil para entrar na mesma ao embarque dos personagens junto com a FEB para a Campanha da Itália. Para ilustrar o clima da Segunda Guerra, alguns personagens mostravam a realidade dos judeus que fugiram de seus países para escapar ao Holocausto e se instalaram no Brasil. Entre eles, a jovem Bella Landau (Daniela Escobar), que é salva de morrer nos campos de concentração por Axel Bauer (Felipe Kannenberg), um oficial nazista que se apaixona por ela. Axel torna-se um desertor do exército alemão ao fugir com Bella para o Brasil, onde os dois têm dificuldades para entrar no país. O Sr. Jakob (Gilberto Marmorosch), Sofia (Graça Berman) e Dr. Álvaro (João Signorelli) também ajudavam as pessoas que chegavam da Europa fugindo do conflito.

## Elenco
| Interprete             | Personagem                        |
| ---------------------- | --------------------------------- |
| Maria Fernanda Cândido | Isaura Martins Pereira/Isa Galvão |
| Thiago Lacerda         | Mário Lopes                       |
| Edson Celulari         | Capitão Hélio Aguiar              |
| Marco Ricca            | Felipe Martins                    |
| Odilon Wagner          | Armando Vasquez                   |
| Natália do Valle       | Dulce Paz Vasquez                 |
| Ângela Vieira          | Velma                             |
| Paulo Goulart          | Gabriel Laguardia                 |
| Gracindo Júnior        | García                            |
| Othon Bastos           | Coronel Mendes                    |
| Daniela Escobar        | Bella Landau                      |
| Bete Mendes            | Olga Martins Pereira              |
| Sebastião Vasconcelos  | Belmiro Pereira                   |
| Gilberto Marmorosch    | Jakob                             |
| Graça Berman           | Sofia                             |
| Cláudio Marzo          | Rodolfo Aguiar                    |
| Nicete Bruno           | Glória Aguiar                     |
| Luciano Szafir         | Maurício                          |
| Flávia Alessandra      | Beatriz                           |
| Felipe Kannenberg      | Axel Bauer                        |
| Jackson Antunes        | Walter                            |
| Thierry Figueira       | Milton                            |
| João Signorelli        | Álvaro                            |
| Norton Nascimento      | Bemol                             |
| Adriana Lessa          | Neide                             |
| Marcos Frota           | Casaca                            |
| Gérson de Abreu        | Pipo                              |
| Fernanda Rodrigues     | Luisa Paz Vasquez                 |
| Ernani Moraes          | Ivo                               |
| Myrian Rios            | Zuleika                           |
| Roberto Bataglin       | Tenente Gomes                     |
| Rui Rezende            | Gastão                            |
| Chica Xavier           | Celeste                           |
| Fernanda Muniz         | Clarita                           |
| Talita Castro          | Marina                            |
| Eloísa Mafalda         | Margarida                         |
| Débora Olivieri        | Matilde                           |
| José Steinberg         | Max Bronstein                     |
| Cristina Prochaska     | Flora                             |
| Malu Valle             | Soraia                            |
| Sílvio Guindane        | Dagô                              |
| Tarciana Saad          | Tatiana                           |
| Ana Carolina Dias      | Laura                             |
| Olivetti Herrera       | Tenente Rafael                    |
| Dandara Guerra         | Maria                             |
| Regina Remencius       | Anna                              |
| Pedro Malta            | Poeira                            |
| André Luiz Miranda     | Pitu                              |
| Samuel Costa           | Dirceu                            |
| Thiago Oliveira        | Brasito                           |
| Thiago Farias          | Amendoim                          |
| Carolina Macieira      | Zezé                              |

## Exibição

### Outras Mídias
Nunca reprisada, foi disponibilizada na íntegra no Globoplay em 02 de setembro de 2024, como parte do Projeto Resgate,.

## Trilha sonora
Capa: Edson Celulari, Maria Fernanda Cândido e Thiago Lacerda.
1. Poder da Crianção - Alcione
2. Por Toda Vida (tema de Isa) - Marcus Viana e Transfônica Orkestra
3. Segredo - Maria Bethânia
4. Nervos De Aço - Paulinho da Viola
5. Blue Moon - Mel Torme
6. La Enorme Soledad - Paula Santoro
7. No Mexe-Mexe No Bole-Bole - Dudu Nobre
8. À Medida Da Paixão - Fafá de Belém
9. Sabor a Mi - Laura Fygi
10. Samba Rasgado - Ney Matogrosso
11. Clair De Lune - Marcus Vianna
12. Aquarela Do Brasil - Roberta Lombardi
13. Madame Butterfly - Sagrado Coração da Terra
14. Teu Lindo Olhar - Emílio Santiago